# Bernard Roy (mathématicien)
Pour les articles homonymes, voir Bernard Roy et Roy.
Bernard Roy, né le 15 mars 1934, et mort le 28 octobre 2017, est un chercheur français, professeur émérite de mathématiques appliquées aux sciences de gestion à l'Université Paris-Dauphine,. Il est considéré comme l'un des pionniers de la recherche opérationnelle en France,.

## Biographie
Diplômé de l'Institut de statistique de l'université de Paris en 1957 et marié cette même année, Bernard Roy fut ensuite docteur ès sciences en mathématiques de la Faculté des sciences de Paris en 1961. C'est également en 1961 qu'il crée la direction scientifique du groupe Sema-Metra qu'il dirige entre 1964 et 1974. En 1972 il rejoint l'Université Paris-Dauphine puis crée en 1976 le laboratoire d'analyse et de modélisation des systèmes pour l'aide à la décision (LAMSADE), dont il est le directeur honoraire depuis 1999. Depuis 1974 il anime un groupe de réflexion nommé "Aide multicritère à la décision" dans le cadre de EURO, l'association européenne des sociétés en recherche opérationnelle, qu'il a présidée en 1985 et 1986,. Enfin Bernard Roy est aussi depuis 1979 conseiller scientifique auprès de la RATP,. Il a un handicap visuel important.

## Travaux
Il a principalement contribué sur la théorie des graphes (par exemple avec l'algorithme de Roy-Floyd-Warshall) via des changements de chemins pour la théorie des flots ainsi que pour la planification de projets. Bernard Roy a aussi contribué à l'aide à la décision multicritère, avec le développement des méthodes ELECTRE. Il est également à l'origine de la conception d'une méthode utilisée en gestion de projet, la méthode des potentiels Metra (MPM) en 1958. Il travaille désormais plus sur les problèmes de robustesse en recherche opérationnelle et aide à la décision ainsi que sur les outils multicritères pour la prise de décision collective également appelée concertation.

## Distinctions
En 1992, il reçoit  la médaille d'or de l'EURO, puis en 1995 il reçoit la médaille d'or de la International Society on Multiple Criteria Decision Making . Il a également obtenu le Hermès de la recherche de l'Université Laval au Canada, enfin Bernard Roy est docteur honoris causa de différentes universités.

## Article lié
- Théorème de Gallai-Hasse-Roy-Vitaver